# W.I.T.C.H. (revistă)
W.I.T.C.H. a fost o revista adresată în mod special copiilor între 8-14 ani. Ea a fost scrisă în Italia de Elisabetta Gnone. Revista (pe atunci carte), a fost publicată în 50 de țări și a fost tradusă în 20 de limbi diferite. A ajuns și în Japonia. A fost desenată de Haruko Iida, publicată de Kadokawa Publishing, cusută în volume în revista Tonkaban, vândută în magazinele Asuka Monthly și scrisă în volume de Daisuke Ehara. În această publicație este vorba despre cinci prietene, Will, Irma, Taranee, Cornelia și Hay Lin ce au ca misiune salvarea lumii folosindu-și puterile magice: pentru Irma puterea apei, pentru Taranee puterea focului, pentru Cornelia puterea pământului, pentru Hay Lin puterea aerului și pentru Will, lidera grupului, puterea energiei. Aceste forțe magice se găsesc în Inima Kandrakarului, un medalion magic ce are rol de catalizator.
Revista a debutat cu primul număr în România în anul 2003, în luna mai. Numele revistei provine de la inițialele celor cinci prietene Will, Irma, Taranee, Cornelia și Hay Lin = W, I, T, C, H. Cuvântul „witch” înseamnă în limba engleză „vrăjitoare” (singular).
În România, revista „W.I.T.C.H.” a devenit, potrivit unui articol al editurii Egmont România, cea mai vândută revistă pentru adolescenți din țară. Principalele subiecte subliniate de această publicație se referă în principal la magie, aventură, importanța prieteniei, dar și problemele normale pe care le au adolescenții.

## Personajele principale
Will Vandom - Conform revistei WITCH România, Will Vandom (numele său real este Wilhelmina Vandom) este o tânără adolescentă cu păr roșcat, mediu, răvășit rebel pe fruntea sa. Ochii mari, căprui, pielea deschisă la culoare. Este o fire timidă în viața de pe pământ, dar extrem de îndrăzneață în lupta cu răul și foarte responsabilă însă și o excelentă prietenă. Are o pasiune specială pentru animale în special broscuțele, colecționând obiecte cu ele. De asemenea, îi plac și computerele. Materia preferată este informatica. Locuiește la periferia orașului împreună cu mama sa, Susan Vandom. A avut un pârș, Ghiro, dat în dar de prietenul ei, Matt, insa acesta a murit. Will are puterea chintesenței și a primit să fie păstrătoarea Inimii Kandrakarului, un medalion ce are puterea de catalizator. Este liderul grupului și face totul așa cum trebuie. Ea mai are și neobișnuita putere de a vorbi cu aparatele electrice. Le poate face să funcționeze chiar și fără curent electric. Mai poate, la fel ca și prietenele sale, să se teleporteze pe distanțe lungi. Este născută în zodia Capricornului, pe data de 19 ianuarie. Susan Vandom este divorțată de tatăl lui Will și se îndrăgostește de profesorul de istorie al lui Will, domnul Colins, iar în viitor cei doi se căsătoresc cu acceptul lui Will de a avea un nou tată. Will ia cursuri de înot și îi place să facă sport. Nu îi plac hainele elegante, le preferă pe cele sport, sexy și comode. Iubește animalele și de aceea deseori îl ajută pe bunicul prietenului său, Matt Olsen, la magazinul acestuia de animale. Când Shagon îi capturează trupul lui Matt, Will se simte singură și distrusă, dar cu ajutorul iubirii Matt reușește să se elibereze.
Irma Lair este fata cu părul ondulat, șaten deschis, ochii albaștri-vernil, piele deschisă la culoare. Are în puterea sa apa, reușind să controleze orice fluid. Locuiește într-o casă cu grădină în față, alături de mama sa vitrega, Anna Lair, tatăl său, Tom Lair și fratele său mai mic, Christopher Lair. Irma poate sta ore în șir în apă. Este cea mai glumeață din grup și uneori devine enervantă. Se ceartă deseori cu Cornelia și nu îi place să fie contrazisă. Este curioasă și o adevărată „gură-spartă”. Îi plac dulciurile și să lenevească. Materia ei preferată este geografia (deși școala e locul cel mai puțin iubit de Irma). Este născută pe data de 13 martie, in zodia Pești. Ea poate vedea viitorul pe apă. De asemenea adoră petrecerile. Irma nu-l poate suporta pe Christopher. Anna Lair nu este mama ei adevărată, tatăl ei recăsătorindu-se după ce mama ei a murit. Irma a învățat să o accepte ca și când ar fi fost mama ei adevărată. Stilul ei vestimentar este sport și rebel. O adoră pe Karmila, iar prietenul ei este Joel, pe care îl alintă Jo. Martin este băiatul tocilar îndrăgostit nebunește de Irma, cel care reușește să o enerveze tot timpul și se ține după ea încercând să o cucerească.
Taranee Cook este gardiana cu părul albastru, închis la culoare, scurt, ochelari, ten închis la culoare. Este o fire isteață, gata mereu să-și ajute prietenii. Îi plac muzica clasică și fotografia, însă urăște gândacii și păianjenii. S-a născut pe data de 23 aprilie, in zodia Berbec. Stă într-o casă alături de mama sa, Theresa Cook, tatăl său, Lionel Cook și fratele său mai mare, Peter Lancelot Cook. Stăpânește focul și poate face incandescent orice obiect. Are puterea de a citi gândurile. Materia sa preferată este matematica. Taranee nu poate să aducă animale acasă, deoarece tatăl ei este alergic. Este o fată veselă, înțelegătoare și politicoasă și îi place mult dansul; are simțul răspunderii și îi este teamă că cineva ar putea să o certe pentru că nu a făcut ceva bine. Se înțelege bine cu fratele său Peter și sunt foarte apropiați. Mama ei este judecătoare, iar tatăl avocat.
Cornelia Hale are părul blond, lung, lăsat pe spate. Are ochii migdalați și albaștri. Tenul ei este deschis. Este o persoană cu capul pe umeri, hotărâtă. Corneliei îi place patinajul artistic foarte mult, având nenumărate medalii. Materia preferată este istoria. Prietena ei cea mai bună era Elyon. Cornelia locuiește într-un cartier rezidențial, alături de mama sa, Elizabeth Hale, tatăl său, Harold Hale, sora sa, Lilian Hale (pe care o alintǎ spunându–i "maimuțica") și motanul primit în dar de la Will, Napoleon. Are putere asupra pământului, poate face plantele să crească, să facă găuri în ziduri și să miște obiecte cu gândul, telekinezie. Este cea mai elegantă dintre W.I.T.C.H. Este zodia Taur, fiind născută pe 10 mai. Cornelia poate să vindece rănile. Este îndrăgostită de modă și de asemenea se îndrăgostește foarte ușor. Iubitul ei a fost Caleb, dar acesta a fost nevoit sa se întoarcă in Meridian. A fost impreuna cu Peter, fratele lui Taranee, dar s-a impacat cu Caleb. Este visătoare și frumoasă. Visează să ajungă celebră și să fie aclamată. Îi plac mirosurile suave și delicate.
Hay Lin are părul negru,drept și lung, iar chipul sau are trăsături chinezești. Este visătoare și simpatică. Își dorește să întâlnească un marțian în carne și oase. Este pasionată de desen și design. Materia preferată este aceeași ca și pasiunea ei. Locuiește cu mama și tatăl său deasupra unui restaurant chinezesc numit „Dragonul de argint” care este chiar al lor (e nevoită de multe ori să dea o mână de ajutor cu bucătaria etc.). Stăpânește aerul și poate citi memoria viselor. Este cea mai distrată fată din grup. Este zodia gemeni, fiind născuta pe 4 iunie. Este foarte atașată de bunica ei care a învățat-o despre puterile ei și despre Kandrakar. Ea crede că își poate da seama cine minte și cine spune adevărul.  Stilul ei de îmbrăcăminte este unul original, de multe ori folosind ca accesorii panglici sau șireturi. Prietenul ei, Eric, e pasionat de stele și planete.
Prietenii fetelor sunt:
- Yan Lin (Bunica lui Hay Lin care le-a dezvăluit puterile vrăjitoarelor, locuiește în Kandrakar și este o fostă gardiană a voalului)
- Elyon (Este sora mai mică a prințului Phobos, moștenitoarea de drept a tronului din Meridian. Este cea mai bună prietenă a lui Cornelia).
- Matt Olsen (Prietenul lui Will)
- Nigel Ashcroft (Prietenul lui Taranee)
- Peter Cook (Fratele lui Taranee, care este îndrăgostit de Cornelia)
- Eric Lyndon (Prietenul lui Hay Lin)
- Caleb (Conducătorul rebelilor din Meridian; prietenul Corneliei, iubirea sa secretă)
- Martin Tubbs (Prietenul Irmei)
- Orube (O fată din Basiliade, care le ajută pe fete să lupte împotriva dușmanilor)

## Seriile
Seria I - ,,Cele douăsprezece portaluri"
Cinci fete obișnuite, care sunt, în același timp, cinci fete speciale, primesc rolul de Gardiene ai Kandrakarului, fortăreața din centrul Infinitului. După ce iși descoperă puterile speciale, cele cinci W.I.T.C.H. primesc și prima lor misiune: închiderea portalurilor pentru apărarea tărâmului Meridian și lupta împotriva lui Phobos, care dorea tronul deși suverana de drept a acestuia era sora lui, Elyon.
Seria a II-a - ,,Nerissa"
Nerissa, fostă Gardiană, acum renegată, e hotărâtă să se razbune și să pună mâna din nou pe Inima Kandrakarului. Printr-o inșselătorie, reușește să se strecoare in visele Gardienelor și să pătrundă in fortăreața Kandrakar, dar într-o dramatică înfruntare finală, W.I.T.C.H. reușeșc să o înfrângă o dată pentru totdeauna.
Seria a III-a - ,,Ari din Arkanta"
Suveranul Ari, din Regatul Arkhanta, este convins că Oracolul din Kandrakar este vinovat de boala fiului său, Maqui. Grație puterilor de care dispune prizoniera sa, Banshee Yua, confruntarea cu cele W.I.T.C.H. devine foarte dură. Taranee renunță la puterile sale și doar în clipa în care se reîntoarce lângă prietenele sale, acestea reușsesc - cu ajutorul lui Orube - să restabilească ordinea și să-l vindece pe Maqui, renunțând însă la darul lor care le ajuta sa iși suporte puterile mai ușor.
Seria IV-a - ,,"Endarno
Luând infățișarea lui Endarno, paznicul temnițelor din Kandrakar, Phobos pune stăpânire pe fortăreață, cu scopul de a le discredia pe cele cinci Gardiene și a pune stăpânire pe întreg Universul. Cu ajutorul lui Orube, al Oracolului și al lui Yan Lin, Gardienele îl înving pe Phobos odată pentru totdeauna, iar adevăratul Endarno iși face din nou apariția.
Seria a V-a - ,,Cartea elementelor"
Cedric, ajutorul lui Phobos, care fusese condamnat să trăiască pe vecie in Heatherfield, unde Gardienele il puteau supraveghea, pune stăpânire pe o carte magica, numită Cartea Elementelor, scrisă de Jonathan Ludmoore, un alhimist din universul virtual.  Cedric face un pact cu cartea magică, astfel Matt este răpit de aceasta.  Gardinele sunt nevoite să caute cele cinci pietre care permit deschiderea cărții pentru a-l putea elibera pe Matt si să-i învingă pe Cedric și Ludmoore.
Seria VI-a - ,,Ragorlang"
Ragorlangii sunt niște monștrii capabili să absoarbă suntele si energiile celor din jur. Aceștia le atacă pe Gardiene care reușseșc sa-i infrângă atât pe teribila Tecla Ibsen, cât și pe Folkner, vânătorul de monștrii Ragorlang. Însă greutățile fetelor nu se opresc aici, ele fiind nevoite să infrunte și viața de zi cu zi. Will este nevoită să se despartă de Matt, în timp ce Cornelia reușsește să îl cunoască mai bine pe Peter.
Seria VII-a - ,,New Power"
Matt se întoarce, luând la cunoștință marele secret al celor cinci W.I.T.C.H. și devendindu-le antrenor. Gardienele sunt nevoite să își crească puterile aflând originea acestora, pentru a putea face față noilor amenințări. Dark Mother dorește să pună stăpânire pe Kandrakar, însă Gardienele sunt mai puternice ca niciodată.
În România publicarea seriilor se opreste aici, însă în alte țări povestea continuă. Urmatoarele serii sunt:
Seria VIII-a - ,,Teach 2b W.I.T.C.H."
Gardienele trebuie să găseasca diverși oameni din Heatherfield care dețin puteri magice și să îi învețe cum să își folosească puterile. Între timp, un nou dușman își face aparațitia, Takeda, care dorește să facă magia să dispară, deoarece el crede ca magia este cea care i-a îmbolnăvit fiica. Aceasta ajunge într-o lume numită Fast World, unde toate lucrurile se petrec mult mai repede. Cel care se presupunea ca le ajuta, Liam, le trădează pe fete, punându-le într-o mare incurcătură. Fetele merg in Fast World unde sunt trase pe sfoara de Regina Albă, care reușește să ajungă și în Heatherfield.
Seria a IX-a - ,,100% Witch"
În această nouă aventură, Nihila, regina Loom-ului, a luat semnele zodiacului ca prizoniere(toate cu excepția Balanței), pentru a se pronunța asupra destinelor a tuturor ființelor umane din Univers. Doar ființele magice, precum Gardieniele sunt imune împotriva forței ei, dar acest lucru nu poate preveni pericolele și nenorocirile care pot fi cauzate de Nihila oamenilor pe care Gardienele ii iubesc. Fiecare obstacol din aceasta serie creează o poveste, de aceea ,,100% Witch" este o serie diferită față de cele anterioare.

## Dușmanii din W.I.T.C.H.

### În reviste

#### Meridian
Phobos - Numele său provine de la satelitul lui Marte  și înseamnă „teamă, fobie”. Phobos a fost primul dușman al gardienelor, a apărut în primele 14 numere ale revistei WITCH din România și a reprezentat un adversar de temut. Frate al prințelesei Elyon (vezi mai sus), acesta nu a acceptat ideea că sora sa mai mică va prelua tronul Merdianului și a plănuit să îi absoarbă puterea. Pentru a fi apărată, prințesa a fost adusă pe Pământ de către doica sa și doi locuitori ai Meridianului, ce au preluat înfățișări umane și „au devenit” părinții săi. Dar răzbunătorul frate a găsit-o și, cu ajutorul servitorului său de încredere, Cedric, a păcălit-o referitor la părinții săi adoptivi, spunându-i că ei au răpit-o pentru că nu doreau ca ea să devină regină, ascunzând adevărul. Dar Elyon a fost înștiințată de planurile lui Phobos de către gardiene și cu ajutorul lor s-a restabilit pe tronul Merdianului.Dar a reusit sa evadeze folosindu-si puterile pe Endarno.Astfel reusise sa-l detroneze pe Oracol si sa devina stapanul Kandrakarului,dar cu ajutorul gardienelor Kandrakarul a fost salvat si Phobos anihilat.
Cedric - El este slujitorul de increde al printului Phobos.Cedric a adus-o Elyon mostenitoarea tronului de partea lui si-a lui Phobos.El a fost inchis o vreme in temnita din Kandrakar dupa infrangera lui Phobos,dar a evadat devenind slujitorul de pret a lui"Endarno",adica Phobos.Dupa ce minciuna lui Phobos a fost descoperita Oracolul i-a dat o sanasa lui Cedric ,dar el a profitat de aceasta sansa si a incercat din nou sa le atace pe gardiena cu ajutorul cartii elementelor in care se afla Jonathan Ludmoore.Dar in final a ajuns sa le salveze pe gardiene de Jonathan Ludmoore.El a murit si a luat iubirea pe care o avea fata de Orube

#### Arkantha
Ari era un simplu om care a fost în stare să o captureze pe Yua, una dintre banshee, creaturi magice care puteau îndeplini 3 dorințe celui care reușea să prindă una din ele. Dorința lui Ari a fost ca Yua să îl vindece pe fiul său, Maqui, care era autist. Totuși, Yua nu a putut să-l ajute, deoarece avea putere numai asupra dorințelor materiale. Așa că Ari i-a poruncit să îi îndeplinească dorințele pentru totdeauna. Fiind o dorință corectă, Yua a trebuit să devină servitoarea lui. Astfel Ari a devenit stăpânul Arkanthei și a început să se pregătească pentru o confruntare cu Oracolul, pentru a-l determina să îl vindece pe Maqui. Gardienele au fost trimise pentru a-l opri. Ele au eliberat-o pe Yua și l-au învins pe Ari. La sfârșitul confruntării, Maqui s-a vindecat cu ajutorul Gardienelor, ele folosindu-și Darul Nimfei Xin-Jing. Acesta dându-și seama că G
Gardienele și Oracolul nu îi sunt dușmani.

#### Kandrakar
Nerissa 
a fost o veche gardiana a Kandrakarului.Ea detinea ca si Will Inima din Kandrakar,dar pentru ca obsesia pentru putere a devenit prea mare,Oracolul a decis sa-i dea inima lui Cassidy.Nerissa avand o obsesie enorma pentru putere a implorat-o pe Cassidy sa-i returneze inima,dar Cassidy a refuzat. Rezultatul fiind devastator pentru Cassidy deoarece Nerissa a omorat-o.Oracolul a pedepsit-o pe Nerissa pentru fapta făcuta.Ea a reusit sa scape de pedeapsa si si-a pus gand sa se razbune pe Oracol distrugand Kandrakarul,dar planul i-a esuat si a fost invisa de catre noile gardiene ale Kandrakarului.
Endarno - un simplu servitor al Oracolului,pana cand Phobos si-a folosit puterile intrupandu-se in Endarno,iar adevaratul Endarno tinut intr-o temnita uitata de toti."Endarno"(Phobos) reusise sa-l detroneze pe Oracol si aproape sa devina el Oracol,dar datorita gardienelor Kandrakarul si Endarno au fost salvati,iar Phobos anihilat.Oracolul si-a reluat psotul de a fi Oracol al Kandrakarului pana cand...
Luba - detinatoarea "Aura Merelor" si slujitoarea Oracolului,ea a incercat sa le faca viata gardienelor un infier.Oracolul a incercat s-o opreasca,dar fara rost ea si-a tinut planul pana cand si-a dat seama ca ceea ce face nu este corect fata de gardiene.Ca sa-si rapare greselile il salveaza pe Caleb din mana Nerissei si-l aduce in fortareata Kandrakarului.Ea renunta sa mai pazeasca"Aura Merele" deoarece considera ca este de neiertat pentru cea ce a făcut si ca nu merta acest privilegiu.
Inapoi la W.I.T.C.H.(serial TV)

### În seriale

#### Sezonul I
- Lord Cedric
- Prințul Phobos
- Lurdeni (în sclavie)

#### Sezonul II
- C.H.Y.N.K (sub o vrajă): Cassidy, Halinor, Yan Lin, Kadma, Nerissa
- Cavalerii Răzbunării: Miranda, Gargoyle, Tracker, Sinfer, Sandpit, Raythor, Frost și Crimson
- Cavalerii Distrugerii: Cor, Shagon, Tridart, Ember

## Romance grafice
În urma sunt titlurile de romane publicate în Statele Unite ale Americii:
- The Power of Friendship (Halloween and The Twelve Portals)
- Meridian Magic (The Dark Dimension and The Power of Fire)
- The Revealing (So Be It Forever and Illusions and Lies)
- Between Light and Dark (One Day You'll Meet Him and The Black Roses of Meridian)
- Legends Revealed (The Four Dragons and A Bridge Between Worlds)
- Forces of Change (The Crown of Light and The Challenge of Phobos)
- Under Pressure (I Know Who You Are and The End of a Dream)
- An Unexpected Return (The Courage to Choose and Nerissa's Seal)

În 2017, Yen Press anunță la San Diego Comic-Con reprintarea romanelor grafice sub numele W.I.T.C.H.: The Graphic Novel, cu o nouă traducere în limba engleză. 
| Nr. | Titlu                                       | Data publicării    | English ISBN        | Numărul revistelor corespondente |
| --- | ------------------------------------------- | ------------------ | ------------------- | -------------------------------- |
| 01  | Part I. The Twelve Portals, Volume 1        | 31 octombrie 2017  | ISBN 978-0316476928 | 1 - 4                            |
| 02  | Part I. The Twelve Portals, Volume 2        | 31 octombrie 2017  | ISBN 978-0316476966 | 5 - 8                            |
| 03  | Part I. The Twelve Portals, Volume 3        | 31 octombrie 2017  | ISBN 978-0316476997 | 9 - 12                           |
| 04  | Part II. Nerissa's Revenge, Volume 1        | 23 ianuarie 2018   | ISBN 978-0316518345 | 13 - 16                          |
| 05  | Part II. Nerissa's Revenge, Volume 2        | 23 ianuarie 2018   | ISBN 978-0316477055 | 17 - 20                          |
| 06  | Part II. Nerissa's Revenge, Volume 3        | 23 ianuarie 2018   | ISBN 978-0316477079 | 21 - 24                          |
| 07  | Part III. A Crisis on Both Worlds, Volume 1 | 29 mai 2018        | ISBN 978-0316477086 | 25 - 28                          |
| 08  | Part III. A Crisis on Both Worlds, Volume 2 | 29 mai 2018        | ISBN 978-0316477093 | 29 - 32                          |
| 09  | Part III. A Crisis on Both Worlds, Volume 3 | 29 mai 2018        | ISBN 978-0316477109 | 33 - 36                          |
| 10  | Part IV. Trial of the Oracle, Volume 1      | 25 septembrie 2018 | ISBN 978-0316477116 | 37 - 40                          |
| 11  | Part IV. Trial of the Oracle, Volume 2      | 25 septembrie 2018 | ISBN 978-0316477123 | 41 - 44                          |
| 12  | Part IV. Trial of the Oracle, Volume 3      | 25 septembrie 2018 | ISBN 978-0316477130 | 45 - 48                          |
| 13  | Part V. The Book of Elements, Volume 1      | 22 ianuarie 2019   | ISBN 978-1975383770 |                                  |
| 14  | Part V. The Book of Elements, Volume 2      | 22 ianuarie 2019   | ISBN 978-1975383800 |                                  |
| 15  | Part V. The Book of Elements, Volume 3      | 21 mai 2019        | ISBN 978-1975383831 |                                  |
| 16  | Part V. The Book of Elements, Volume 4      | 21 mai 2019        | ISBN 978-1975383893 |                                  |
| 17  | Part VI. Ragorlang, Volume 1                | 17 septembrie 2019 | ISBN 978-1975332229 |                                  |
| 18  | Part VI. Ragorlang, Volume 2                | 17 septembrie 2019 | ISBN 978-1965332245 |                                  |
| 19  | Part VI. Ragorlang, Volume                  | 17 septembrie 2019 | ISBN 978-197533227X |                                  |

## Cărți
Cărți W.i.t.c.h. sunt 26 în total și au fost scrise de Elizabeth Lenhard sau Alfonsi Alice.
- The Power of Five (Elizabeth Lenhard)
- The Disappearance (Elizabeth Lenhard)
- Finding Meridian (Elizabeth Lenhard)
- The Fire of Friendship (Elizabeth Lenhard)
- The Last Tear (Elizabeth Lenhard)
- Illusions and Lies (Elizabeth Lenhard)
- The Light of Meridian (Elizabeth Lenhard)
- Out of the Dark (Alice Alfonsi)
- The Four Dragons (Elizabeth Lenhard)
- A Bridge Between Worlds (Alice Alfonsi)
- The Crown of Light (Elizabeth Lenhard)
- The Return of a Queen (Elizabeth Lenhard)
- A Different Path (Elizabeth Lenhard)
- Worlds Apart (Alice Alfonsi)
- The Courage to Choose (Alice Alfonsi)
- Path of Revenge (Alice Alfonsi)
- The Darkest Dream (Alice Alfonsi)
- Keeping Hope (Alice Alfonsi)
- The Other Truth (Alice Alfonsi)
- Whispers of Doubt (Alice Alfonsi)
- A Weakened Heart (Alice Alfonsi)
- A Choice Is Made (Alice Alfonsi)
- Farewell to Love (Alice Alfonsi)
- Trust Your Heart (Alice Alfonsi)
- Enchanted Waters (Alice Alfonsi)
- Friends Forever (Alice Alfonsi)

Dintre acestea, primele 6 au fost traduse în română și publicate de Egmont în 2008:
1. Puterea celor cinci
2. Dispariția
3. În căutarea lumii Meridian
4. Flacăra prieteniei
5. Ultima lacrimă
6. Iluzii și minciuni

Pe lângă povestea originală, au aparut și cărți de aventură Witch:
Globul Sfărâmat, de Lene Kaaberb:
1. Șoimul de Piatră
2. În Ghearele Vulturului
3. Umbra Bufniței
4. Phoenixul de Aur

Tot Lene Kaaberb a publicat o serie de 5 carți, fiecare fiind axata pe una dintre cele 5 W.I.T.C.H., dar doar ultimele 4 au fost traduse și publicate în română:
- Muzica Brimstone (Irma)
- Focul Rece (Taranee)
- Luminițele verzi (Cornelia)
- Împărăteasa cea haină (Hay Lin)

Seria scandinavă cu autori diferiți:
- Vol. I - Floarea de gheață (Josefine Ottesen)
- Vol. II - Izvorul ceții (Cecilie Eken)
- Vol. III - Focul Rațiunii (Maud Mangold)
- Vol. IV - Piramida de abanos (Ruben Eliassen)
- Vol. V - Lacul Auriu (Josefine Ottesen)
- Vol. VI - Parfumul trandafirului (Lene Møller Jørgensen)
- Vol. VII - Atingerea Stelelor (Lene Møller Jørgensen)
- Vol. VIII - Furtunile din Windmor (Cecilie Eken)
- Vol. IX - Regina Nopții (Maud Mangold)

Editura Egmont a publicat și câteva cărți companion revistelor: 
- Seria "Witch Story": 
- Witch story: totul despre Will
- Witch story: totul despre Irma
- Witch story: totul despre Taranee
- Witch story: totul despre Cornelia
- Witch story: totul despre Hay Lin

DICTIONAR: de la A la Witch
- Seria "100 de trucuri"
- 100 de trucuri pentru a-ți demonstra îndrăzneala
- 100 de trucuri esențiale în iubire
- 100 de trucuri pentru a-ți păzi secretele
- 100 de trucuri pentru a-i cunoaște pe băieți
- 100 de trucuri pentru a-ți descoperii frumusețea
- 100 de trucuri fantastice pentru  timpul liber
- 100 de trucuri pentru a-i întelege pe părinți
- 100 de trucuri pentru a supraviețui la școală
- 100 de trucuri esențiale pentru o petrecere
- 100 de trucuri pentru frați și surori
- 100 de trucuri pentru a avea o mulțime de prieteni
- 100 de trucuri pentru a-ți face un supergrup
- 100 de trucuri pentru a te distra în vacanță
- 100 de trucuri pentru a-ți crea propriul look

Witch test - Cum te porti cu cei din jur